# المسار المكمل البديل في الجهاز المناعي

المسار مكمل التقليدى و البديل

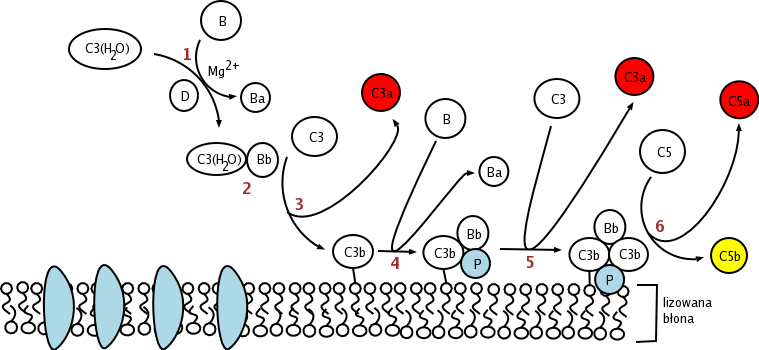
مسار بديل. (بعض الملصقات باللغة البولندية.)

المسار البديل للجهاز المكمل هو مكون فطري للدفاع الطبيعي للجهاز المناعي ضد الالتهابات.
المسار البديل هو واحد من ثلاثة مسارات مكملة تتفجر وتقتل مسببات الأمراض. يتم تشغيل المسار عندما يقوم بروتين C3b بربط الميكروب مباشرة. يمكن أيضًا تشغيله عن طريق المواد الغريبة والأنسجة التالفة.

## التنظيم
هذا التغيير في الشكل يسمح بربط بروتين البلازما بعامل B ، والذي يسمح للعامل D بربط العامل B في Ba و Bb.
يظل Bb مرتبطًا بـ C3 (H 2 O) ليشكل C3 (H 2 O) Bb. يُعرف هذا المجمع أيضًا باسم C3-convertase في المرحلة السائلة. هذا التحول ، المسار البديل C3-convertase ، على الرغم من أنه ينتج بكميات صغيرة فقط ، يمكن أن يلتصق بروتينات C3 متعددة في C3a و C3b. يعتقد ان هذا المركب غير مستقر حتى يربط بروتين مصل مناسب . تشكل إضافة rightdin المركب C3bBbP المركب ، وهو مركب ثابت يمكنه ربط C3b إضافي لتشكيل مسار بديل C5-convertase.
يتكون C5-convertase للمسار البديل من (C3b) 2 BbP (يشار إليه أحيانًا بـ C3b 2 Bb). بعد إنشاء C5 convertase (إما (C3b) 2 BbP أو C4b2a3b من المسار الكلاسيكي) ، يتبع النظام المكمل نفس المسار بغض النظر عن وسائل التنشيط (بديل ، كلاسيكي ، أو ليكتين). يشق C5-convertase C5 إلى C5a و C5b. يرتبط C5b بالتتابع مع C6 و C7 و C8 ثم جزيئات متعددة من C9 لتشكيل معقد هجوم الغشاء .
بما أن C3b موجود بوفرة في البلازما ، يمكن أن يرتبط إما بخلية مضيفة أو على سطح مسبب المرض. لمنع نشاط نظام التكامل من المضي قدمًا في الخلية المضيفة ، هناك عدة أنواع مختلفة من البروتينات التنظيمية التي تعطل عملية التنشيط التكميلية:
- تتنافس المستقبلات المكملة 1 (CR1 أو CD35 ) و DAF ( عامل تسارع الانحلال المعروف أيضًا باسم CD55 ) مع العامل B في الارتباط مع C3b على سطح الخلية ويمكن حتى إزالة Bb من مركب C3bBb الذي تم تكوينه بالفعل
- يمكن أيضًا منع تكوين C3 convertase عندما ينزلق بروتياز البلازما المسمى العامل المكمل I C3b في شكله غير النشط ، iC3b. يتطلب العامل الأول عاملاً مساعدًا بروتينًا مرتبطًا بـ C3b مثل العامل المكمل H أو CR1 أو العامل الغشائي لتحلل البروتين (MCP أو CD46 )
- يمكن للعامل المكمل H أن يمنع تكوين C3 convertase بالتنافس مع العامل B للارتباط بـ C3b ؛ [1] تسريع انحلال C3 convertase ؛ [2] ويعمل كعامل مساعد في انقسام العامل الوسيط لـ C3b.[3] يرتبط العامل H المكمل بشكل تفضيلي بخلايا الفقاريات (بسبب تقارب بقايا حمض السياليك) ، مما يسمح بالحماية التفضيلية للخلايا المضيفة (على عكس البكتيريا) من التلف بوساطة مكمل.
- CFHR5 (بروتين 5 المرتبط بعامل مكمل H) قادر على الارتباط للعمل كعامل مساعد للعامل I ، ولديه نشاط تسارع التحلل وقادر على الارتباط بشكل تفضيلي بـ C3b على أسطح المضيف.[4]

## دور في المرض
وجود خلل في النظام المكمل يؤدي إلي العديد من الأمراض ، بما في ذلك متلازمة انحلال الدم اليوري غير النمطية التي تتضرر فيها وظائف الكلى. يُعتقد الآن أن الضمور البقعي المرتبط بالعمر (AMD) ناتج ، جزئيًا على الأقل ، عن طريق هجوم بوساطة مكمل على أنسجة العين. قد يلعب تنشيط المسار البديل أيضًا دورًا مهمًا في أمراض الكلى المرتبطة بمرض الذئبة .